# Come un uragano (album)
Come un uragano è un album in studio del rasta italiano Babaman, pubblicato il 28 giugno 2006 dalla Vibrarecords.

## Il disco
Babaman proviene da due album rap quali L'occhio e Prima di partire, in seguito ai quali ha nettamente svoltato verso la musica dancehall di Fuoco sulle masse (2006). Prosegue su questa strada con Come un uragano, sempre del 2006, andando a differenziarsi dalla dancehall nostrana dei Sud Sound System.
I testi "impegnati" toccano le stesse tematiche appartenenti alla dottrina rastafariana; prevalgono il pacifismo e il benessere spirituale, ma sono diversi i riferimenti alla società attuale e alla politica italiana e non.
Il primo singolo estratto è Principessa, una canzone dal ritmo reggae che nel testo si presenta come una dichiarazione d'amore.

## Tracce
1. Intro
2. La massa rimbalza
3. Forse mi giudichi
4. Sound bwoy'z killa
5. Stile selvaggio
6. Babilonia
7. Principessa
8. Chi troppo chi niente
9. Canto nyabinghi
10. Lo riconosci l'aroma
11. Non è solo religione
12. Trendy gal(radio edit)
13. Ganja friend
14. Ma ormai...
15. Trendy gal